# Sacred Riana
Sacred Riana, pseudonimo di Marie Antoinette Riana Graharani (Giacarta, 13 luglio 1992), è un'illusionista indonesiana, famosa per i suoi giochi d'illusionismo basati su un'atmosfera cupa e horror.

## Carriera

### Talent Show
Ha debuttato come concorrente in televisione nel programma di Deddy Corbuzier The Next Mentalist, andato in onda il 17 novembre 2013 sul canale indonesiano Trans 7. Si classifica seconda e attira l'attenzione del pubblico indonesiano.
Nel 2017 Riana entra nel cast della seconda stagione di Asia's Got Talent. Vince, battendo il gruppo di ballo hip hop proveniente dalle Filippine DM-X Comvaleñoz, grazie alle votazioni del pubblico durante la finale. Le sue esibizioni raggiungono le 70 milioni di visualizzazioni sui social network.
Nel 2018 Riana partecipa alla tredicesima edizione di America's Got Talent e conclude il suo percorso durante i quarti di finale: è la seconda concorrente indonesiana a partecipare a America's Got Talent, dopo Demian Aditya.
Il 31 agosto 2019 prende parte a Britain's Got Talent: The Champions ma viene eliminata durante il primo round.
Il 21 agosto 2018, durante i quarti di finale di America's Got Talent, la sua performance viene bruscamente interrotta da una pubblicità. Ciò ha causato confusione fra i telespettatori e sui social network la gente ha iniziato a chiedersi cosa fosse successo, ma la produzione, tramite Twitter, comunica che l'interruzione era parte della performance.
Nel 2022 Riana partecipa al programma francese La France a un incroyable talent, un talent show basato sul format Got Talent e raggiunge le semifinali. Inoltre viene annunciata la sua partecipazione ad America's Got Talent: All-Stars.
Nel settembre 2023 partecipa alle audizioni della tredicesima edizione di Italia's Got Talent su Disney+, nella puntata numero 4. Nonostante i sì di tutti i giudici, non viene ammessa alla semifinale.

### Televisione e cinema
Riana ha partecipato a numerosi programmi televisivi ed è anche stata giudice nello show The Great Magician.
Nel 2019 ha recitato nel film The Sacred Riana: Beginning in cui interpreta il suo personaggio. Il film è uscito nelle sale indonesiana il 14 marzo 2019.

## Il personaggio
Riana e il suo manager hanno scelto l'aggettivo "Sacred" (cioè "sacro") in quanto per molti la magia è, appunto, qualcosa di sacro.
Ha un aspetto distintivo, caratterizzato da movimenti contorcenti della testa e delle mani, tiene sempre una gamba piegata e un'espressione facciale neutra e piatta. Appare sempre con lunghi capelli sciolti che nascondo in parte il viso.
Indossa un abito a maniche lunghe con collant bianchi e, spesso, tiene in mano una bambola che nelle fattezze le somiglia.
Quando parla, durante le performance, lo fa con voce tremante e poco chiara.